# Knölsyska
Knölsyska (Stachys palustris) är en art i familjen kransblommiga växter med nordligt cirkumboreal utbredning. Arten förekommer i större delen av Sverige, om än sällsynt i norr.

### Webbkällor
- Den virtuella floran
- Knölsyska i Carl Lindman, Bilder ur Nordens flora (andra upplagan, Wahlström och Widstrand, Stockholm 1917–1926)